# Alembic

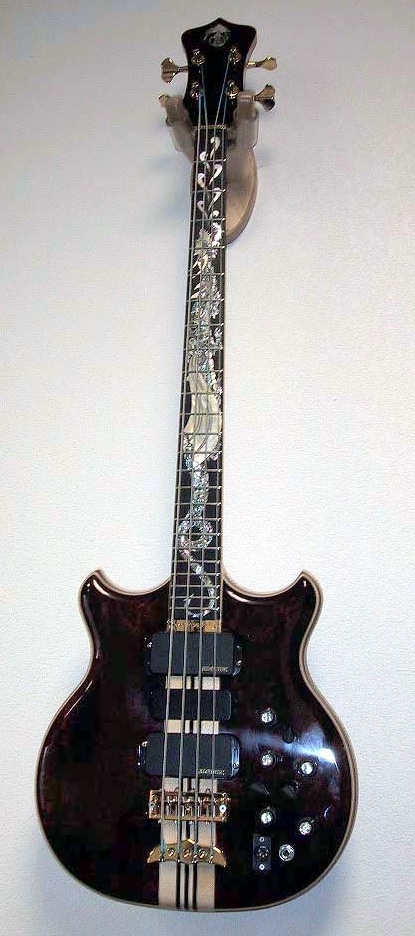
Baixo personalizado Alembic "Dragon's Breath".

Alembic é uma empresa fabricante de baixos, guitarras e amplificadores. Foi fundada nos Estados Unidos em 1969 por Ron e Susan Wickersham.